# Grot van Baume-Latrone
De Grot van Baume-Latrone is grot met prehistorische rotstekeningen in de Franse gemeente Sainte-Anastasie (Gard).
De kunst in de grot werd in 1940 ontdekt door scholieren uit Nîmes. De rotstekeningen bevinden zich op 240 meter van de ingang van de grot. Ze werden gemaakt met half-vloeibare klei. In de grot bevinden zich vijf handafdrukken gemaakt met rode klei. Verder zijn er tien mammoeten afgebeeld, door vingers gedoopt in klei over de wand van de grot te smeren. Ook andere dieren zijn op deze wijze afgebeeld: een grote katachtige, een beer, (waarschijnlijk) een neushoorn, een paard, twee steenbokken, twee herten en een rund. Verder zijn er vele ruwe inkervingen.
De kunstwerken konden nog niet precies gedateerd worden. Op basis van overeenkomsten met tekeningen in de grot van Chauvet, wordt er uitgegaan van een datering in het Aurignacien (rond 30.000 jaar geleden).